# George Goldthwaite
George Goldthwaite (ur. 10 grudnia 1809 w Bostonie, zm. 16 marca 1879 w Tuscaloosa) – amerykański polityk związany z Partią Demokratyczną. Reprezentował stan Alabama w Senacie Stanów Zjednoczonych.
Urodził się i dorastał w Nowej Anglii. W latach 1823–1826 studiował w West Point. W 1826 przeniósł się do Alabamy, studiował prawo, a następnie został przyjęty do palestry i rozpoczął praktykę w hrabstwie Pike. W niedługim czasie przeniósł się do Montgomery. W 1835 ożenił się z Olivią Price Wallach, z którą miał szóstkę dzieci. Od grudnia 1843 do stycznia 1852 pracował jako sędzia w sądzie powszechnym. W latach 1853–1856 piastował stanowisko sędziego w Sądzie Najwyższym Alabamy. 2 stycznia 1856 został mianowany prezesem Sądu Najwyższego Alabamy, jednak pełnił tę funkcję zaledwie trzynaście dni, po czym powrócił do praktyki adwokackiej.
Podczas wojny secesyjnej pełnił funkcję szefa sztabu generalnego Alabamy. W 1868 ponownie został powołany na stanowisko sędziego okręgowego, jednak nie mógł piastować tej funkcji na skutek ustaw związanych z rekonstrukcją Stanów Zjednoczonych.
4 marca 1871 został wybrany senatorem. Po upływie sześcioletniej kadencji nie ubiegał się o reelekcję i wycofał się z życia publicznego.
Zmarł w 1879 w Tuscaloosa. Został pochowany na cmentarzu Oakwood w Montgomery.